# Francesc Túnica
Francesc Túnica (Barcelona, ? - ?) va ser un ciclista català de primers del segle xx. També va participar en diferents curses atlètiques, de la qual destaca la primera marató disputada a l'Estat espanyol.

## Palmarès
- 1912
  - 1r a la Carrera de Neòfits de la UVE
  - 7è a la Volta a Catalunya
  - 7è al Campionat d'Espanya en ruta
- 1913
  - 4t a la Volta a Catalunya